# 族群地質學
族群地質學（Ethnogeology） 研究全球土著社群如何從在地的角度看待地質學特徵，記錄傳統知識，了解長者傳承下來關於地球的傳統故事和智慧想法。過去研究的重點是少數族群和不同文化群體的獨特思想和知識，以及這些想法與普世跨文化知識的關係。
族群地質學的一個全球性案例是製造石器和鏃。世界各地的人類都會將特定種類的岩石打造成工具。這些文物證明，各族群都知道哪些岩石夠硬，哪些岩石容易切割成有用的形式。古代人類發現的岩層為他們提供了製作器物的素材。 燧石、黑曜石、銅和石英是幾千年來一些有用的岩石或礦物。此外，人類一直使用乾燥的高地進行陸路運輸。天然水道被用於航行勘探。幾個世紀以來，地球周圍各種自然元素派上用場。黃金和白銀因貿易而備受推崇。農業需要良好的土壤。山川河流為各種政治團體提供了天然的防禦邊界。諸如此類都是族群地質學的研究對象。
族群地質學一詞最早出現在1990年曼尼托巴大學對北溪（Northern Cree）第一民族的研究中，研究內容是原住民對曼尼托巴省的地質觀點。當時美國新墨西哥州的納瓦荷社群大學正在研究美洲原住民傳統知識、地質學概念和對地球的獨特觀點，族群地質學一詞遂成為專業術語。